# Luís Cavalcanti de Campos Melo
Luís Cavalcanti de Campos Melo (Alagoas,  – ) foi um político brasileiro.
Filho de Antônio Manuel de Campos Melo e de Maria da Conceição Albuquerque Cavalcanti de Campos Melo.
Foi deputado à Assembleia Legislativa Provincial de Santa Catarina na 21ª legislatura (1876 — 1877).
Foi deputado à Assembleia Legislativa de Santa Catarina na 3ª legislatura (1898 — 1900), na 4ª legislatura (1901 — 1903), e na 5ª legislatura (1904 — 1906).
Foi um dos sócios fundadores do Instituto Histórico e Geográfico de Santa Catarina.